# Clytocerus africanus
Clytocerus africanus är en tvåvingeart som beskrevs av Tonnoir 1920. Clytocerus africanus ingår i släktet Clytocerus och familjen fjärilsmyggor.
Artens utbredningsområde är Nigeria. Inga underarter finns listade i Catalogue of Life.